# Otto Neumeister
Otto Neumeister (* 27. September 1930 in Dresden; † 9. August 1985 in Rostock) war ein deutscher Maschinenbauingenieur und Hochschullehrer für Kolbenmaschinen sowie Autor und Mitautor von maritimer Fachliteratur mit dem thematischen Schwerpunkt Betrieb von Schiffsdieselmotoren.

## Leben und Wirken
Otto Neumeister war der Sohn eines Handelsvertreters und einer Handelskauffrau. Nach dem Abitur 1949 folgte bis 1951 eine Schlosserlehre beim IFA-Fahrzeugwerk in Chemnitz. Ab 1951 absolvierte er ein Maschinenbaustudium an der TH Dresden, das er 1956 als Diplom-Ingenieur abschloss. Anschließend wechselte er zur Universität Rostock, wo er zunächst als Wissenschaftlicher Assistent und von 1958 bis 1964 als wissenschaftlicher Oberassistent tätig war. Hier erfolgte 1965 mit der Dissertation Kritische Betriebsbereiche des Dieselmotors durch Unterschreitung der Tautemperatur des Verbrennungsgases bei Verwendung schwefelhaltiger Dieselkraftstoffe die Promotion zum Dr.-Ing.
Von 1964 bis 1971 war Neumeister im Dieselmotorenwerk Rostock als Abteilungsleiter für Forschung und Entwicklung, als Chefkonstrukteur und als Hauptabteilungsleiter Serienentwicklung tätig. 1972 erwarb er an der Universität Rostock die Facultas Docendi (Lehrbefähigung) für Verbrennungskraftmaschinen und war anschließend von 1972 bis 1985 in unterschiedlichen Funktionen an der Ingenieurhochschule für Seefahrt Warnemünde/Wustrow (IHS) tätig. Dort begann er als wissenschaftlicher Assistent, wurde 1973 Hochschul-Dozent für Kolbenmaschinen und war von 1976 bis 1985 Professor für Kolbenmaschinen. Seine Habilitation zum Dr. sc. techn. erfolgte 1979/1980 an der Technischen Hochschule Magdeburg mit der Dissertation Wirtschaftlicher Schiffsbetrieb mit Dieselmotoren durch rationellen Kraftstoffeinsatz und hohe Verfügbarkeit. An der IHS war Neumeister von 1979 bis 1985 Direktor der Sektion Schiffsbetriebstechnik und darüber hinaus auch Mitautor des im Berliner Verlag Technik  erschienenen Standardwerkes Schiffsmaschinenbetrieb, dort namentlich dokumentiert in der Liste des jeweiligen Autorenkollektivs.
Zu Neumeisters Schriften zählten auch Publikationen in den Fachzeitschriften seiner Zeit, wie die Schiffbautechnik, die Schriftenreihe der Ingenieurhochschule für Seefahrt Warnemünde/Wustrow und die Seewirtschaft.
Nach dem Tod Neumeisters wurde sein Werk Betrieb von Schiffsmotorenanlagen von Hans Georg Erbling als Mitverfasser vollendet und im Verlag Technik 1987 und 1989 veröffentlicht.

## Publikationen (Auswahl)
- Kritische Betriebsbereiche des Dieselmotors durch Unterschreitung der Tautemperatur des Verbrennungsgases bei Verwendung schwefelhaltiger Dieselkraftstoffe. Dissertation A, Universität Rostock 1965 (DNB 481321276 ).
- Wirtschaftlicher Schiffsbetrieb mit Dieselmotoren durch rationellen Kraftstoffeinsatz und hohe Verfügbarkeit. Dissertation B, Technische Universität Magdeburg 1979/1980. DNB 212679430
- Eckard Moeck (Hrsg.): Schiffsmaschinenbetrieb. 5. stark bearb. Auflage, Verlag Technik, Berlin 1990, ISBN 3-341-00804-7. Darin: Dieselmotorenanlagen. von Hans Georg Erbling unter weitgehender Verwendung vom Abschnitt 2 von Otto Neumeister † in der 4. Auflage als Mitautor, S. 119–176. DNB 910661421
- mit Hans Georg Erbling: Betrieb von Schiffsmotorenanlagen. Verlag Technik, Berlin 1987; 2. bearb. Auflage 1989, ISBN 978-3-341-00668-9.
- Dieselmotorenanlagen. In: Hans Theremin, Heinz Röbke (Hrsg.): Schiffsmaschinenbetrieb. 4. durchges. Auflage, Verlag Technik, Berlin 1982, S. 39–114. DNB 820877654
- mit Dietrich Wiesner: Ermittlung von Zuverlässigkeitskenngrößen für Schiffsdieselmotoren. Betriebsverhalten, techn. Zustand, Zuverlässigkeit von Anlagen der Schiffsbetriebstechnik. Selbstverlag IH für Seefahrt, Sektion Schiffsbetriebstechnik, Warnemünde 1976. DNB 800959094
- mit Dietrich Wiesner: Zur Ermittlung der Verfügbarkeit aufgeladener Schiffsdieselmotoren, In: Seewirtschaft 8, H. 9, 1976, S. 544–546. DNB 014704714
- mit P. Oberländer: Zu Fragen des Betriebsverhaltens von Schiffsdieselmotoren bei Manöverfahrt. In: Schriftenreihe der Ingenieurhochschule für Seefahrt Warnemünde/Wustrow H. 1, 1976, S. 29–33. DNB 011069503
- Modell zur Ermittlung des Übergangsverhalten ausgewählter Kennwerte des Systems Motor-Auflagegruppe. In: Seewirtschaft 7, H. 2, 1975, S. 92–95, DNB 014704714.
- mit E. Moeck: Betriebsverhalten und Zuverlässigkeit als gebrauchswertbestimmende Faktoren für Anlagen der Schiffsbetriebstechnik. In: Seewirtschaft 7 H. 4, 1975, S. 228–232. DNB 014704714
- Zu Fragen der Naßkorrosion im Dieselmotor bei Verbrennung schwefelhaltiger Dieselkraftstoffe. In: Schiffbautechnik 16, H. 6, 1966, S. 331–334 DNB 013392727